# Comuna de Solec-Zdrój
Solec-Zdrój (polaco: Gmina Solec-Zdrój) é uma gminy (comuna) na Polónia, na voivodia de Santa Cruz e no condado de Busko. A sede do condado é a cidade de Solec-Zdrój.
Conforme os censos de 2004, a comuna tem 5 039 habitantes, com uma densidade 59,4 hab./km².

## Área
Estende-se por uma área de 84,9 km², incluindo:
- área agrícola: 84%
- área florestal: 8%

## Demografia
Dados de 30 de Junho 2004:
|                      | Total   | Total | Mulheres | Mulheres | Homens  | Homens |
| -------------------- | ------- | ----- | -------- | -------- | ------- | ------ |
|                      | pessoas | %     | pessoas  | %        | pessoas | %      |
| População            | 5 039   | 100   | 2 567    | 50,9     | 2 472   | 49,1   |
| Densidade (pop./km²) | 59,4    | 100   | 30,2     | 30,2     | 29,1    | 29,1   |

De acordo com dados de 2005, o rendimento médio per capita ascendia a 1 745,94 zł.

## Subdivisões
- Chinków, Kików, Ludwinów, Magierów, Piasek Mały, Piestrzec, Solec-Zdrój, Strażnik, Sułkowice, Świniary, Wełnin, Włosnowice, Zagaje Kikowskie, Zagajów, Zagajów-Kolonia, Zagórzany, Zborów, Zielonki, Żuków

## Comunas vizinhas
- Busko-Zdrój, Nowy Korczyn, Pacanów, Stopnica